# Colostethus poecilonotus
Colostethus poecilonotus är en groddjursart som beskrevs av Juan A. Rivero 1991. Colostethus poecilonotus ingår i släktet Colostethus och familjen pilgiftsgrodor. IUCN kategoriserar arten globalt som otillräckligt studerad. Inga underarter finns listade i Catalogue of Life.